# 와이노나 저드
와이노나 저드(영어: Wynonna Judd, 1964년 5월 30일 ~ )는 미국의 컨트리 가수이다. 본명은 크리스티나 클레어 치미넬라(Christina Claire Ciminella). 어머니 나오미 저드와 함께 컨트리 듀오 더 저드스(The Judds)의 멤버로도 활동했다.

## 음반 목록
- Wynonna (1992)
- Tell Me Why (1993)
- Revelations (1996)
- The Other Side (1997)
- New Day Dawning (2000)
- What the World Needs Now Is Love (2003)
- A Classic Christmas (2006)
- Sing: Chapter 1 (2009)
- Wynonna & the Big Noise (2016)
- Recollections (2020)
- Are You Ready For The Country (2021)